# Posiadanie (Francja)
Posiadanie (fr. possession, łac. possessio, od sedere – siedzieć) – instytucja prawa rzeczowego; stan faktycznego władania rzeczą, sprawowany w sposób odpowiadający treści określonego prawa podmiotowego. W prawie francuskim, pojęcie odnosi się także do zachowania posiadacza rzeczy. Co do zasady, posiadacz jest uznawany za właściciela rzeczy. Stan pozostaje pod ochroną prawa. Przepisy prawa rzeczowego wiążą z instytucją posiadania określone konsekwencje prawne, np. możliwość nabycia własności poprzez zasiedzenie, domniemania.
Zgodnie z francuskim kodeksem cywilnym instytucja posiadania odnosi się zarówno do rzeczy, jak i praw. Posiadanie praw nazywane jest quasi-posiadaniem. Do posiadania praw nie stosuje się identycznych zasad, jak w przypadku posiadania przedmiotów materialnych. W artykule 2255 Code civil została umieszczona legalna definicja instytucji posiadania – utrzymywanie lub korzystanie z rzeczy lub prawa, które posiadamy, przez siebie lub za pośrednictwem innej osoby, która utrzymuje lub korzysta z określonej rzeczy lub prawa w naszym imieniu.

## Elementy stanu posiadania
Zgodnie z prawem, posiadanie powstaje poprzez współistnienie dwóch elementów, mających swoją genezę w kodyfikacjach starożytnego Rzymu:
- corpus – fizyczne władanie (pouvoir de fait) rzeczą przez posiadacza (łac. corpus possesionis) – posiadacz rzeczy może korzystać z niej jak prawny właściciel
- animus – manifestowany przez posiadacza zamiar dalszego władania rzeczą i zachowania jej dla siebie (łac. animus rem sibi habendi)[3].

Artykuł 2261 Code Civil określa cztery wymagane przez prawo cechy posiadania, by mogło ono prowadzić do wystąpienia skutku prawnego – posiadanie powinno być nienaruszone, publiczne, stałe, jednoznaczne. Są to właściwości obligatoryjne. Dobra wiara posiadacza oraz tytuł własności mogą odgrywać subsydiarną rolę przy ustaleniu prawa do posiadania określonej rzeczy lub prawa. Francuskie prawo dopuszcza sytuację, gdy corpus realizowany jest przez osobę trzecią w imieniu posiadacza. Taki stan faktyczny nazywany jest corpore alieno.

## Nabycie posiadania
Posiadanie można nabyć w sposób:
- pierwotny – samodzielne nabycie przez posiadacza obu faktycznego władztwa nad rzeczą oraz zamiaru dalszego nią dysponowania, np. zawłaszczenie albo zabór cudzej rzeczy w celu przywłaszczenia
- pochodny – przeniesienie posiadania: constitutum possessorium, traditio brevi manu[5].

## Typy posiadania
- posiadanie solo animo – możliwe wyłącznie w odniesieniu do nieruchomości; zachodzi, gdy posiadacz nie sprawuje lub – rzadziej – utracił faktyczne władztwo nad rzeczą (corpus), ale zachowuje zamiar dalszego korzystania z danej rzeczy (animus). Dopuszczalne, gdy posiadacz nie napotyka przeszkód w procesie odzyskania władztwa. Nie występuje, gdy osoba trzecia obejmuje w posiadanie daną rzecz[6].
- posiadanie corpore alieno – jedyny typ posiadania przez osobę trzecią, posiadającą określoną rzecz za zgodą właściciela. Sytuacja została uregulowana w artykule 2255 Code civil. Pośrednik jest w posiadaniu danej rzeczy lub prawa, ale nie dysponuje nim jak właściciel. Osoba pośrednicząca jest świadoma, iż nie posiada prawa własności, a realizuje swoje uprawnienia, wynikające z określonego prawa rzeczowego. Przykłady: użytkownik, najemca[7].
- constitut possessoire – stan faktyczny, w którym posiadacz utracił animus, ale nadal sprawuje faktyczne władztwo nad rzeczą, jednakże w imieniu osoby trzeciej. Występuje na przykład w sytuacji, gdy rzecz została sprzedana, ale jeszcze nie wręczona nowemu właścicielowi – sprzedający godzi się zatrzymać rzecz corpore alieno dla nabywcy[8].

## Ograniczenia posiadania
Zgodnie z francuską kodyfikacją prawa cywilnego, przedmiotem posiadania mogą być materialne rzeczy lub zasoby, mogące stać się własnością prywatną.
Wyłączeniu podlegają:
- rzeczy służące wszystkim ludziom (na przykład powietrze, woda morska, góry)
- rzeczy niezbywalne (choses hors du commerce)
- rzeczy będące własnością publiczną (biens du domaine public; na przykład drogi, porty)[10].

## Domniemania prawne w odniesieniu do instytucji posiadania
Przepisy francuskiego Code civil zawierają kilka domniemań prawnych, dotyczących instytucji posiadania.
- artykuł 2256 C.civ. stanowi domniemanie, iż posiadacz zawsze sprawuje posiadanie w swoim imieniu, jak właściciel, chyba że istnieje dowód, iż posiada on w imieniu kogoś innego. Domniemanie zakłada, iż osoba, która posiada faktyczne władztwo nad rzeczą (corpus), ma także zamiar zachowania jej dla siebie (animus). Twierdzenie osoby, która jest w posiadaniu rzeczy (detention materielle) i chce w dalszym ciągu wykonywać określone prawo rzeczowe zgodnie z jego treścią, uważa się za słuszne. Ktokolwiek zaprzecza temu stanowi musi udowodnić bezprawność twierdzenia. (art. 1315 C.civ.) Domniemanie oznacza, iż animus powstał wraz z objęciem rzeczy w posiadanie i zakłada jego istnienie w późniejszym czasie.
- domniemanie posiadania w dobrej wierze – co do zasady, bona fides zawsze jest zakładana. Jeśli ktoś twierdzi inaczej, zobowiązany jest udowodnić ten fakt (art. 2274 C. civ.)[11].

## Funkcje posiadania
- teoria Savigny’ego – uregulowania dotyczące instytucji posiadania służą porządkowi publicznemu poprzez utrzymanie pokoju publicznego. Właściciel nie może odzyskać rzeczy od posiadacza i naruszać jego posiadania, dopóki nie udowodni swojego prawa własności. Spory rozwiązywane są przez sąd poprzez wydanie określonego orzeczenia[12].
- teoria Iheringa – zasady odnoszące się do instytucji posiadania spełniają funkcję społeczną poprzez promowanie interesów ekonomicznych i socjalnych. Uregulowania zmierzają do ochrony posiadacza przeciwko właścicielowi, który porzucił rzecz[13].
- ograniczenie stanu niepewności prawa własności – Code civil zakłada domniemanie, iż posiadacz jest również właścicielem; domniemanie wynika z niemożliwości udowodnienia genezy prawa własności dotyczącego określonej rzeczy, jednakże przepisy francuskiego kodeksu cywilnego wskazują, iż może zostać obalone w większości spornych sytuacji.
- posiadanie zmierza do ułatwienia przeniesienia prawa własności[14].
- umożliwienie nabycia własności rzeczy lub prawa poprzez zasiedzenie – funkcja posiadania uregulowana w artykule 2258 Code civil, konstatującym możliwość nabycia własności rzeczy ruchomej po pięciu latach nieprzerwanego posiadania i nieruchomości po upływie trzydziestu lat od objęcia nieruchomości w posiadanie. (odpowiednio – artykuły 2224 i 2227)[15]
- funkcja związana z odpowiedzialnością za posiadaną rzecz – zgodnie z artykułem 1384, jeśli rzecz – ruchoma bądź nie – pozostaje pod kontrolą człowieka, jest on odpowiedzialny za wszelką stratę lub uszkodzenia, jakie może spowodować. Powyższy artykuł stosuje się odpowiednio do przypadku zwierząt[16].

## Ochrona posiadania
Zgodnie z przepisami francuskiego kodeksu cywilnego, ochrona posiadania zastosowana jest jedynie do rzeczy nieruchomych, gdyż – zgodnie z artykułem 2276 C.civ. – domniemywa się, iż posiadacz danej rzeczy ruchomej jest również jej właścicielem, toteż korzysta z zasad ochrony określonych dla ochrony własności. Ochrona posiadania przysługuje posiadaczowi, współposiadaczowi, lokatorowi, użytkownikowi oraz dzierżycielowi. Wyjątek występuje w przypadku utraty lub kradzieży rzeczy posiadacza, jednak konieczne jest udowodnienie, że obecny posiadacz nie ma objął posiadania zgodnie z prawem (brak dobrej wiary lub posiadanie niezgodne z prawem). Ochrona posiadania przysługuje jedynie, gdy jest nienaruszane. Przepisów nie stosuje się w sytuacji konfliktu z właścicielem. Co do zasady, przepisy Code civil chronią stan posiadania za pomocą trzech procedur, zwanych „actions possessoires”. Sądem właściwym do rozstrzygania spraw naruszenia posiadania jest Tribunal de Grande Instance.

## Samopomoc
Przepisy Code civil nie przewidują żadnej formy samopomocy. Wszelkie spory są rozstrzygane przez sąd.